# Можливість податкового вибору
У теорії суспільного вибору можливість податкового вибору (іноді її ще називають суверенітетом платника податків, цільовим призначенням податків або фіскальною субсидіарністю) — це думка про те, що платники податків повинні мати можливість контролювати те, як витрачаються їхні податки. Прихильники цієї думки застосовують теорію вибору споживача до державних фінансів. Вони стверджують, що платники податків добре відгукуються на те, що їм дозволяють призначати частину своїх податків на конкретні витрати.
За результатами дослідження, проведеного у 2023 році Київським міжнародним інститутом соціології на замовлення Центру соціально-економічних досліджень CASE Україна, 65,8% українців не хочуть платити податки через те, що не можуть впливати на те, куди держава витрачає податки.

## Податкові відносини між державою та платниками податків
Термін «податковий суверенітет» наголошує на сприйманому рівному статусі держави та платника податків замість традиційного погляду на панівну позицію держави в оподаткуванні. Повертаючись до легітимності держави, Вікторія Раріцька зазначає, що «легітимність держави як формальної інституції обґрунтовується відмовою людей від своїх свобод і згодою підкорятися владі в обмін на захист своїх гарантованих прав». Прихильники податкового суверенітету вважають, що в традиційній системі оподаткування платник податків відмовляється від своєї природної свободи в обмін на захист з боку держави та надання державних послуг; це спонукає державу брати на себе обов'язок захищати суспільні інтереси, себто підтримувати соціальний порядок і безпеку громадян.
Цей взаємозв'язок робить оподаткування сполучною ланкою між державою та платниками податків. Прихильники податкового суверенітету вважають, що в таких відносинах платник податків наділяє державу повноваженнями забезпечувати задоволення суспільних інтересів. Крім того, вони гадають, що платник податків передає державі податковий суверенітет. «Це пов’язано з тим, що платник податків наділяє державу податковим суверенітетом. Таким чином, держава має не тільки права щодо оподаткування, а й обов'язки, які відповідають правам платника податків». Таким чином, наявність сприйманого податкового суверенітету держави приписується платнику податків.
Теорія шведського економіста Кнута Вікселя також стверджує, що «оподаткування має базуватися на принципі вартості та противартості, немовби оподаткування є добровільною операцією між особою та державою».

## Порівняння голосування ногами та можливості податкового вибору
Голосування ногами та голосування своїми податками — це два методи, які були запропоновані, щоб дозволити платникам податків виявляти свої переваги щодо державної політики. Голосування ногами стосується того, що люди переїжджають у ті місця, де пропонується більш привабливий пакет державної політики. Теоретично голосування ногами змушує органи місцевого самоврядування конкурувати за платників податків. Можливість податкового вибору, з іншого боку, дозволяє платникам податків вказувати свої переваги за допомогою своїх особистих податків. Уоллес Е. Оутс писав: «У моделі Тібу, наприклад, є безплатна мобільність; індивіди шукають юрисдикцію, яка забезпечує саме той рівень виробництва суспільного блага, який вони бажають споживати. Роблячи це, вони виявляють свої переваги щодо «місцевих» суспільних результатів і виробляють  оптимальний за Парето результат у державному секторі» .

## Законодавчі заходи
З 1971 року Конгрес Сполучених Штатів вніс чотири законопроєкти, що стосуються можливості податкового вибору. Закон про Президентський фонд передвиборчої кампанії, прийнятий у 1971 році, дозволяє платникам податків призначати 3 долари своїх податків на президентські виборчі кампанії. Закон про скорочення боргу за вибором платників податків 2000 року дозволив би платникам податків призначати гроші на зменшення державного боргу. Закон про відмову від війни в Іраку 2007 року дозволив би платникам податків призначати гроші на певні соціальні програми. Закон 2011 року «Вкладайте свої гроші в те, що обстоюєте» дозволив би платникам податків робити добровільні внески (а не сплачувати податки) уряду. Ці пізніші законопроєкти загинули в комітетах.

## У масовій культурі
Коли її запитали, яким буде її перший указ на посаді президента Сполучених Штатів, Еллен Дедженерес виступила за поєднання добровільного оподаткування та можливості податкового вибору, заявивши, що «ви повинні мати право обирати, куди підуть ваші гроші, а не просто віддавати їх і дозволяти іншим це вирішувати. Я вважаю, що це маєте вирішувати ви». 
У 2009 році, під час світової фінансової кризи, Папа Римський Бенедикт XVI у своїй третій енцикліці виступив за можливість податкового вибору. Він написав: «Одним із можливих підходів до сприяння розвитку було б дієво застосувати так звану фіскальну субсидіарність, і дозволити громадянам вирішувати, як розподіляти частину податків, що вони сплачують, державі. За умови, що це не вироджується в сприяння особливим інтересам, це може сприяти стимулюванню різновидів соціальної солідарності знизу, а також принести  очевидну користь у сфері солідарності задля розвитку» .

## Приклади

### Ісландія
Платники податків в Ісландії, які належать до офіційно зареєстрованої релігійної групи або світської гуманістичної організації , повинні сплачувати парафіяльний податок (ісландською: sóknargjald, множина sóknargjöld) , який віднімається з податку на прибуток і надходить до вибраної платником організації.  У минулому sóknargjald тих, хто не належить до жодної визнаної релігійної організації, передавався до Університету Ісландії , але це було змінено у 2009 році . У випадках, коли особи не належать до зареєстрованої релігійної групи чи світської гуманістичної організації, сума, яка в іншому випадку була б використана для soknargjald, тепер залишається частиною бюджету прибуткового податку. У 2015 році місячний sóknargjald становив 824 ісландські крони, близько 6 доларів США.

### Італія
Італійські платники податків передають обов'язкові 8 ‰ = 0,8% (вісім проміле) від суми річної податкової декларації до організованої релігії, визнаної Італією, або, альтернативно, до державної програми соціальної допомоги. 

### Іспанія
У іспанському бланку податкової декларації є одна клітинка, де можна відмітити галочкою  Католицьку Церкву, жодної клітинки для інших релігійних груп і друга клітинка для діяльності, що становить соціальний інтерес, тобто для неурядових організацій соціального захисту та охорони навколишнього середовища. Ці галочки не впливають на загальну суму податку, але вказують на те, що для кожного поставленої галочки використовується 0,7% від загальної суми.

## Дивіться також
- Бюджет участі

## Подальше читання
- Боярчук, Дмитро (1 червня 2022). Якою має бути ідеальна податкова система для України. Шість основних умов — Forbes.ua. forbes.ua (укр.). Forbes Ukraine. Процитовано 4 листопада 2023.
- Бейкер, Рассел – Можливість вибору для платників податків The New York Times. 1990 рік
- Біновскі, Бретань – Чому обов’язкові податки погані – і як уряд має їх виправити (але, ймовірно, не зробить цього). Forbes. 18 червня 2012 р.
- Бліндер, Алан С. – Економіка державних фінансів: Есе 1989
- Бьюкенен, Джеймс М. – Державні фінанси в демократичному процесі: фіскальні інститути та особистий вибір. 1967 р.
- Бьюкенен, Джеймс М. (1963) – "Економіка цільового призначення податків". Buchanan, James M. (1963). The Economics of Earmarked Taxes. Journal of Political Economy. 71 (5): 457—469. doi:10.1086/258794. JSTOR 1829016. S2CID 153517472.
- Ле Гран, Джуліан - Інша невидима рука: Надання державних послуг через вибір і конкуренцію 2007 р.